# (100591) 1997 NW2
(100591) 1997 NW2 es un asteroide perteneciente al cinturón de asteroides, descubierto el 2 de julio de 1997 por el equipo del Spacewatch desde el Observatorio Nacional de Kitt Peak, Arizona, Estados Unidos.

## Designación y nombre
Designado provisionalmente como 1997 NW2.

## Características orbitales
1997 NW2 está situado a una distancia media del Sol de 3,025 ua, pudiendo alejarse hasta 3,334 ua y acercarse hasta 2,717 ua. Su excentricidad es 0,101 y la inclinación orbital 7,554 grados. Emplea 1922,55 días en completar una órbita alrededor del Sol.
Los próximos acercamientos a la órbita de Júpiter se producirán el 30 de noviembre de 2044, el 5 de abril de 2092 y el 11 de agosto de 2139.

## Características físicas
La magnitud absoluta de 1997 NW2 es 15,3. Tiene 4 km de diámetro y su albedo se estima en 0,083.